# Yvetot
Yvetot – miejscowość i gmina we Francji, w regionie Normandia, w departamencie Sekwana Nadmorska.
Według danych na rok 1990 gminę zamieszkiwało 10 807 osób, a gęstość zaludnienia wynosiła 1447 osób/km² (wśród 1421 gmin Górnej Normandii Yvetot plasuje się na 21. miejscu pod względem liczby ludności, natomiast pod względem powierzchni na miejscu 501.).
Yvetot jest miastem zaprzyjaźnionym Murowanej Gośliny. W 2011 odbyła się tu wystawa pokonkursowa (fotograficzna) prac z Międzynarodowego Pleneru Rzeźbiarskiego Puszcza Zielonka.